# 小行星24087
小行星24087（24087 Ciambetti）是一颗绕太阳运转的小行星，为主小行星带小行星。该小行星于1999年10月19日发现。

## 轨道参数
小行星24087的轨道半长轴为361 560 940 km，2.4168512 UA，离心率为0.222。